# Крилово (Яшкинський округ)
Крило́во (рос. Крылово) — присілок у складі Яшкинського округу Кемеровської області, Росія.

## Населення
Населення — 2 особи (2010; 12 у 2002).
Національний склад (станом на 2002 рік):
- росіяни — 100 %